# Theodor Kaluza (Mathematiker, 1910)

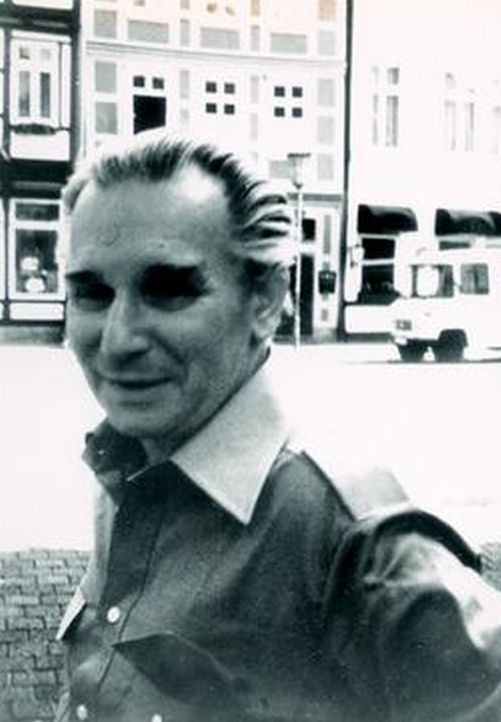
Theodor Kaluza junior, um 1975

Theodor Kaluza (* 14. Oktober 1910 in Königsberg, Ostpreußen; † 19. August 1994) war ein deutscher Mathematiker und ab 1954 ordentlicher Professor für Mathematik in Hannover.

## Leben
Theodor Kaluza war der Sohn des gleichnamigen Mathematik-Professors Theodor Kaluza (1885–1954), sein Großvater war der Königsberger Anglistik-Professor Max Kaluza (1856–1921).
Nach der Reifeprüfung am Königlichen Hufengymnasium in Königsberg studierte Kaluza in Kiel und Göttingen und wurde 1938 in Kiel zum Dr. rer. nat. promoviert mit einer Untersuchung fastperiodischer Funktionen mittels äquidistanter Zahlenmengen. Anschließend war er als Assistent am Mathematischen Institut der Technischen Hochschule Braunschweig tätig. In allen Kriegsjahren von 1939 bis 1945 kämpfte er als Soldat im Zweiten Weltkrieg und kam anschließend in Gefangenschaft. Danach war er wieder als Assistent in Braunschweig tätig.
Im Jahr 1947 habilitierte er sich für Mathematik an der TH Braunschweig. Seine Habilitationsschrift vom 25. Oktober 1947 hat das Thema Struktur- und Mächtigkeitsuntersuchungen an gewissen unendlichen Graphen (Technische Hochschule Braunschweig, Naturwissenschaftlich-philosophische Fakultät). In Braunschweig begann er dann seine Lehrtätigkeit. 1953 wurde er dort außerordentlicher Professor.
Im Jahr 1952 wurde Kaluza als Leiter des Lehrstuhls für Höhere Mathematik an die Technische Hochschule Hannover bzw. TU Hannover berufen, wo er 1954 als ordentlicher Professor seine Lehrtätigkeit fortsetzte. Von 1966 bis 1968 war er gewählter Rektor der Hochschule. Von 1957 bis 1974 war er ordentliches Mitglied der Braunschweigischen Wissenschaftlichen Gesellschaft, von 1974 bis zu seinem Tod 1994 nurmehr korrespondierendes Mitglied. Im Jahr 1978 wurde er emeritiert.
Theodor Kaluza war katholisch, ab 1945 mit Ingemarie Kaluza, geborene Bücker, verheiratet, hatte zwei Kinder und war Rotarier.